# Кінарейкін Яків Дмитрович
Яків Дмитрович Кінарейкін (нар. 22 жовтня 2003, Харків, Україна) — український футболіст, воротар іспанського клубу «Вільярреал Б». Виступав за молодіжну збірну України.

## Клубна кар'єра
Вихованець академії харківського «Металіста». У ДЮФЛУ виступав за харківські «Металіст» та «Металіст-2».
Після участі влітку 2017 року в міжнародному турнірі Internationaler Jenö Konrad U-14 Cup у Нюрнберзі (Німеччина) у складі «Металіста» був помічений скаутами з Чехії. 2018 року переїхав до Чехії, де виступав за «Метеор» U-18 (Прага).
На початку вересня 2020 року перейшов до «Дніпра-1». Спочатку виступав за юнацьку та молодіжну команди клубу. Починаючи з сезону 2022/23 років тренувався з першою командою, але в офіційних матчах за першу команду дніпрян не грав (юний Яків програв конкуренцію Максу Валефу та Владиславу Рибаку). Вперше до заявки на матч Прем'єр-ліги України потрапив 28 серпня 2022 року проти київського «Динамо» (3:0), але просидів на лаві запасних усі 90 хвилин. У сезоні 2022/23 років 17 разів потрапляв до заявки на матчі вищого дивізіону чемпіонату України, але в жодному з них на полі не з'являвся. Дебютував за першу команду «Дніпра-1» 25 липня 2023 року в програному (1:3) домашньому поєдинку 2-го кваліфікаційного раунду Ліги чемпіонів проти грецького «Панатінаїкоса». Яків вийшов на поле в стартовому складі та відіграв увесь матч. У Прем'єр-лізі України дебютував за «Дніпро-1» 6 серпня 2023 року в переможному (2:1) домашньому поєдинку 2-го туру проти житомирського «Полісся». Кінарейкін вийшов на поле в стартовому складі та відіграв увесь матч.
21 липня 2025 року підписав п'ятирічний контракт з «Вільярреалом». Сезон 2025/26 воротар проведе у фарм-клубі іспанського клубу, «Вільярреалі Б», який виступає в третьому дивізіоні чемпіонату Іспанії.

## Кар'єра в збірній
У вересні 2022 року вперше був викликаний до молодіжної збірної України на стикові матчі за вихід на Євро 2023 проти Словаччини, але у матчах не брав участі. У листопаді 2022 року був знову викликаний до молодіжної збірної України, на товариські матчі проти Ізраїлю та Грузії. У футболці української «молодіжки» дебютував 21 листопада 2022 року в нічийному (1:1) виїзному товариському поєдинку проти Грузії. Яків вийшов на поле в стартовому складі, а на 46-й хвилині його замінив Денис Твардовський.

## Досягнення
«Дніпро-1»
- Прем'єр-ліга України:
  -  Срібний призер: 2022/23